# 方子容
方子容（?—?），字南圭，莆田（今属福建）人。
方峻第四子，方元寀之兄，早年游京師。仁宗皇祐五年（1053年）擢癸巳科郑獬榜进士。官通议大夫，知惠州。蘇轼在惠州，南圭為太守，相与唱和，共处甚欢。万卷楼所收东坡遗墨，多达四百余纸。有《南圭詩集》一卷，不傳。有子方绚、方结、方康、方度。